# Arheološko nalazište s ostatcima crkve sv. Petra na Sumpetru
Arheološko nalazište s ostatcima crkve sv. Petra, zaštićeno kulturno dobro na lokalitetu Sumpetru u Trogirskim Poljicima, općina Marina

## Opis
U zapadnom dijelu Marinskog zaljeva na području Trogirskih Poljica, a na lokalitetu Sumpetar tik uz nekadašnju Jadransku magistralu nalaze se ostatci crkve sv. Petra koja je sagrađena na posjedu trogirskih benediktinki. Crkva sv. Petra je longitudinalna, jednobrodna građevina s pravokutnom apsidom, a orijentirana je u smjeru istok-zapad. Najočuvaniji dio građevine je sjeverni bočni zid crkve koji je visok oko 3m dok je južni bočni zid očuvan u visini do oko 0,80 m.

## Zaštita
Pod oznakom Z-4063 zavedeno je kao nepokretno kulturno dobro - pojedinačno, pravna statusa zaštićena kulturnog dobra, klasificirano kao "arheološka baština".